# (1264) Letaba
(1264) Letaba es un asteroide perteneciente al cinturón de asteroides, que orbita entre Marte y Júpiter, con un tamaño de 74,74 km y cuyo periodo orbital es de 4,85 años. Su nombre hace referencia al Letaba, un río sudafricano de la provincia de Limpopo.
Fue descubierto el 21 de abril de 1933 por Cyril V. Jackson desde el Observatorio Union en Johannesburgo, Sudáfrica.